# Intel Core i7 980X
De Intel Core i7 980X is een processor geproduceerd door Intel. Het is onderdeel van de Intel Core-familie en werd op de markt gebracht op 11 maart 2010 onder de codenaam Gulftown.

## Geschiedenis
De Intel Core i7 980X werd geïntroduceerd als onderdeel van Intel's Core i7-serie op 11 maart 2010. De ontwikkeling ervan was een reactie op de groeiende vraag naar rekenkracht voor zowel professionele als consumententoepassingen.
De Core i7 980X werd ontworpen met een focus op prestaties en multitasking-mogelijkheden. Met zijn zes fysieke cores en ondersteuning voor hyperthreading kon de processor tot twaalf threads tegelijkertijd verwerken, waardoor gebruikers meerdere taken gelijktijdig konden uitvoeren.
Na de introductie van de Core i7 980X heeft Intel opvolgende generaties Core-processors uitgebracht, die voortdurend verbeterde technologieën en prestaties bieden. Deze voortdurende evolutie heeft geleid tot een breed scala aan processors die voldoen aan de diverse behoeften van gebruikers.
Hoewel de Core i7 980X inmiddels is opgevolgd door nieuwere modellen, heeft het een impact gehad op de geschiedenis van desktopprocessors en heeft het bijgedragen aan de vooruitgang van computertechnologie.

## Technische specificaties
De Intel Core i7 980X, gelanceerd op 11 maart 2010, is een processor ontwikkeld door Intel Corporation. Het is gebaseerd op de 32nm Westmere-architectuur en maakt gebruik van de LGA 1366-socket.
De processor beschikt over zes fysieke cores en ondersteunt hyperthreading, wat resulteert in een totaal van twaalf threads. Met een kloksnelheid van 3.33 GHz en een Intel Turbo Boost-technologie die de kloksnelheid kan verhogen tot 3.60 GHz voor single-core applicaties, biedt de Core i7 980X krachtige prestaties voor diverse toepassingen.
Het L3-cachegeheugen van de processor bedraagt 12 MB, wat helpt om de toegang tot veelgebruikte gegevens te versnellen en de algehele systeemprestaties te verbeteren. Bovendien maakt de processor gebruik van de Intel QuickPath Interconnect-technologie, waardoor een directe geheugenbus mogelijk is voor snellere gegevensoverdracht tussen de processor en het systeemgeheugen.
De thermische ontwerppower (TDP) van de Intel Core i7 980X bedraagt 130 watt. De processor is compatibel met moederborden die de LGA 1366-socket ondersteunen.

## Toepassingen
De Intel Core i7 980X werd gebruikt in verschillende toepassingsgebieden.

### Professionele toepassingen
De Core i7 980X werd toegepast in professionele omgevingen waar hoge rekenkracht vereist was, zoals wetenschappelijk onderzoek, engineering, financiële analyse en computergestuurde simulaties.

### Gaming
De processor werd ook gebruikt door gamers vanwege zijn vermogen om veeleisende games soepel te draaien.

### Grafisch ontwerp en videobewerking
Professionals in de creatieve industrie maakten gebruik van de Core i7 980X voor taken zoals grafisch ontwerp, videobewerking en animatie.

### Overige toepassingen
Naast bovengenoemde gebieden werd de Core i7 980X ingezet voor verschillende andere taken, zoals data-analyse, virtuele machines en softwareontwikkeling.

## Opvolging
Na de lancering van de Intel Core i7 980X zijn er verschillende opvolgende generaties van Intel Core-processors uitgebracht.